# Erik Nyström (ishockeyspelare)
Erik Nyström, född 30 oktober 1993 i Stockholm, är en svensk professionell ishockeyspelare som spelar för Västerviks IK i Hockeyallsvenskan.